# Manolo Galván
Manuel José Galván (Crevillente, España; 13 de marzo de 1947-Bella Vista, Argentina; 16 de mayo de 2013), más conocido artísticamente como Manolo Galván, fue un cantautor español de baladas románticas y el líder de la banda Los Gritos.

## Biografía
Manuel José "Manolo" Galván nace en Crevillente, Alicante, el 13 de marzo de 1947. Su padre, Guillermo Galván y su madre, Olvido. A la edad de 15 años comenzó a cantar en contra de la voluntad de su familia. 
Abandonó sus estudios y se trasladó a Madrid, donde se integró en un grupo llamado Sonors. Más tarde lo abandonó para iniciar una carrera solista, pero al no lograrlo se trasladó a Málaga, para formar parte de Los Gritos, con quienes estuvo durante tres años. Sus éxitos de esta época son «La vida sigue igual», «Sentado en la estación», «Adiós verano, adiós amor», «Lamento» (o «El lamento de tu voz»). En 1969, debutó como actor participando en la película Abuelo Made in Spain junto a Paco Martínez Soria, en la que interpretan la canción "Veo visiones". En 1970 el grupo desaparece al reconvertirse en La Zarzamora. 
En 1970 logró comenzar su carrera como solista. La gran mayoría de las letras de sus canciones, muchísimas de ellas con gran éxito en solitario, eran de autoría de uno de sus hermanos mayores, Juan Ignacio Galván. En 1972 realizó una gira por Latinoamérica, teniendo gran repercusión en Argentina su tema «¿Por qué te quiero tanto?». En 1973, se instaló en Buenos Aires, capital del país, para años más tarde radicarse definitivamente en este país. Realizó varias presentaciones con la cantante argentina Tormenta, grabando un par de sencillos a dúo con ella.
Manolo grabó alrededor de 40 discos, con temas como «Poema del alma», «Deja de llorar», «Te quise, te quiero y te querré», «Hijo de ramera», «¿Por qué te marchas, abuelo?», «Sólo pienso en ti», «Suspiros de amante», «El manzano», aparte de los ya mencionados. Triunfó en festivales en España y participó varias veces en el Festival Internacional de la Canción de Viña del Mar, lo que hizo que gozara de gran popularidad en Chile, inclusive grabando una canción dedicada a esta ciudad-balneario, lugar donde aún se realiza este certamen artístico.
En 2006, Manolo inició su despedida de los escenarios, después de 40 años de carrera. Su último domicilio fue en Bella Vista, ciudad ubicada en el noroeste del Gran Buenos Aires, en donde pasó hasta su muerte. Su última presentación en Colombia, la hizo al lado de otras grandes figuras de la canción melódica, a saber: Rudy Márquez (Venezuela), Nemessio (Colombia), Palito Ortega (Argentina), Vicky (Colombia), Lucho Muñoz (Chile) y Óscar Golden (Colombia), el 3 de febrero de 2008 en el Diamante de Baseball, de Santiago de Cali.
Murió el jueves 16 de mayo de 2013, a los 66 años de edad a causa de un enfisema pulmonar, en un sanatorio de la citada localidad de Bella Vista, en las afueras de Buenos Aires, Argentina, país donde vivió hasta sus últimos años. De acuerdo a su voluntad, sus cenizas fueron esparcidas en el mar.

## Cine
- Abuelo Made in Spain (1969) (España)
- La carpa del amor (1979) (Argentina)
- Los éxitos del amor (1979) (Argentina)

## Discografía
- Los Gritos
  - [6]
- LP
  - Los Gritos (Belter, 1969)
- Sencillos
  - "La vida sigue igual" / "Los molinos de la Mancha" (Belter, 1968)
  - "Vuelvo a mi tierra" / "Estoy de vacaciones" (Belter, 1968)
  - "La vida sigue igual" / "Nos abrasa el sol" (Belter, 1968)
  - "Cuidado con las señoras" / "Tusset Street" (Belter, 1968)
  - "Veo visiones" / "Reiremos, soñaremos" (Belter, 1969)
  - "El carnaval" / "Te vendo un trozo de sol" (Belter, 1969)
  - "Adiós verano, adiós amor" / "Se apaga el mundo" (Belter, 1969)
  - "El hombre" / "Isabel, te canto" (Belter, 1969)
  - "Lamento" / "Pasado mañana" (Belter, 1970)
  - "Yo en mi casa y ella en el bar" / "La niña de los ojos grandes"  (Belter, 1970)
  - "Sentado en la estación" / "Ven, vamos a cantar" (Belter, 1970)
- 1972: Mis inquietudes - (Ariola)
- 1973: En cualquier lugar – (Ariola)
- 1974: Te quise, te quiero y te querré - (Ariola)
- 1975: Mi única razón - (Ariola)
- ????: Lo mejor de Manolo Galván - (Ariola)
- ????: 14 éxitos de Manolo Galván - (Ariola)
- 1976: Mi público - (Ariola)
- 1977: Esperando el amanecer - (Microfón Argentina S.A)
- 1978: El ganador - (Microfón Argentina S.A)
- 1978: Ámame - (Microfón Argentina S.A)
- 1979: Una copa conmigo - (Microfón Argentina S.A)
- 1980: Cada mujer un templo - (Microfón Argentina S.A)
- 1981: Me llaman el Calavera - (Microfón Argentina S.A)
- 1981: Los 20 Grandes Éxitos - (Música & Marketing S.A)
- 1982: Las grandes creaciones de Manolo Galván - (Música & Marketing S.A)
- 1984: Pasajero de la noche - (Microfón Argentina S.A)
- 1984: Porqué me habrás besado - Junto a Tormenta - (Microfón Argentina S.A)
- 1985: Un caballo azul - (Microfón Argentina S.A)
- 1986: Suspiros de amante - RCA
- 1987: A mi edad - (Microfón Argentina S.A)
- 1990: A mis amigos - (Música & Marketing S.A)
- 1991: 15 Grandes Éxitos de Amor - (Música & Marketing S.A)
- 1992: Los Super Éxitos de Manolo Galván - (Música & Marketing S.A)
- 1992: Bailar pegados - (Música & Marketing S.A)
- 1994: Amor caliente - (Música & Marketing S.A)
- 1995: Grandes Éxitos Vol. 2 - (Música & Marketing S.A)
- 1996: Los Super Éxitos de... Manolo Galván - (Música & Marketing S.A)
- 1997: Recuerdos - (Música & Marketing S.A)
- 1998: Amor de cada día (Música & Marketing S.A)
- 2001: Antología - (Música & Marketing S.A)
- 2002: Todas sus grabaciones en Discos (Ariola) y Belter (1971-1976) - (Indigo comunicación)
- ????: Serie 20 Éxitos - (BMG Music Entertainment Colombia S.A)
- 2003: Alumbra alumbrando - (GLD Distribuidor S.A)
- 2004: 20 Secretos de Amor - (BMG)
- 2004: De colección - (GLD Distribuidor S.A)
- 2005: 20 éxitos originales que hicieron historia - (BMG Music Entertainment Colombia S.A)
- 2005: Clásicos inolvidables - años 50 - (Pro Com S.R.L.)
- 2006: Grandes éxitos vol. 2 -(La Laida Editorial S.R.L)
- 2006: Los Mejores 20 Éxitos - (GLD Distribuidor S.A)
- 2007: Colección 2 álbumes en 1 cd - Manolo Galván / Tormenta - (Pro Com S.R.L.)
- 2012: Mejor imposible - Manolo Galván / Tormenta - (Proel Music)